# Thomas Lebherz
Thomas Lebherz, né le 26 juin 1983 à Roßdorf (Hesse), est un nageur allemand participant aux épreuves de dos et de relais quatre nages. Il est le père de Yannick Lebherz.
Il remporte aux Championnats d'Europe 1985 à Sofia la médaille d'or du relais 4 x 100 m quatre nages.